# Азербайджано-непальские отношения
Азербайджано-непальские отношения — двусторонние отношения между Азербайджаном и Непалом в дипломатической, культурной, экономической и иных сферах.

## Дипломатические отношения
Дипломатические отношения между странами установлены 28 февраля 1995 года.
Посольство Азербайджана в Индии одновременно является посольством Азербайджана в Непале.
Обе страны являются членами Движения неприсоединения.
В парламенте Азербайджана действует межпарламентская рабочая группа по двусторонним отношениям. Председатель группы — Рамиль Гасан.
28-30 октября 2014 года министр молодёжи и спорта Непала посетил Баку для участия в Первом глобальном форуме по молодёжной политике.
С целью помощи пострадавшим от землетрясений 29 апреля 2015 года Азербайджан направил в Непал самолёт с гуманитарной помощью.

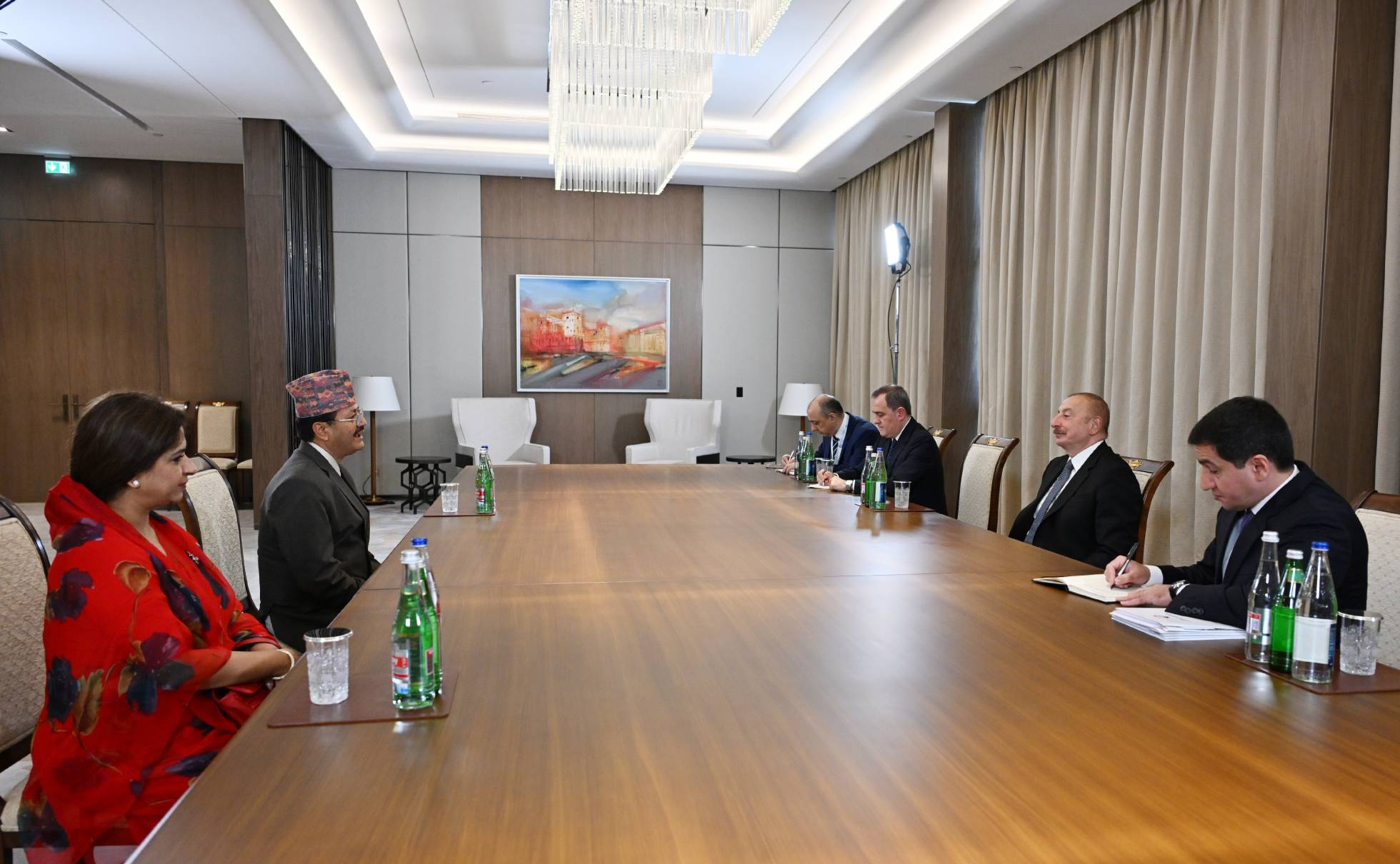
Ильхам Алиев и Нарайан Пракаш Сауд 2023

2-5 мая 2015 года для участия на 48 заседании Совета директоров Азиатского банка развития Баку посетил министр финансов Непала Рам Шаран Махат.
3-6 апреля 2018 года для участия в 18 конференции министров стран-членов Движения неприсоединения министр иностранных дел Непала Прадип Кумар Гйавали посетил Баку.
6 июля 2023 года министр иностранных дел Непала Нарайян Пракаш Саудпосетил Азербайджан с официальным визитом.
22 ноября 2023 года председатель комитета по международным отношениям и туризму Палаты представителей парламента Непала Раджем Кишор Ядав посетил Азербайджан.
В ноябре 2024 года президент Непала Рам Чандра Паудел посетил 29-ю конференцию ООН по изменению климата, которая будет проведена в Баку.

## В области экономики

### Товарооборот (тыс. долл)
| Год  | Экспорт Азербайджана | Импорт Азербайджана | Сумма товарооборота |
| ---- | -------------------- | ------------------- | ------------------- |
| 2020 | 0                    | 54,01               | 54,01               |
| 2021 | 0                    | 55,38               | 55,38               |
| 2022 | 0                    | 57,32               | 57,32               |
| 2023 | 0                    | 7,03                | 7,03                |

## В области культуры
Студенты Непала проходили обучение в рамках стипендиальных программ, предоставляемых Азербайджаном.
В октябре 2023 года кинематографисты Непала приняли участие в кинофестивале DokuBaku-2023. Фильм «Зимние каникулы отменяются» режиссёров Непала Раджана Катета и Сунира Панди удостоился специального приза жюри.